# El Chumil
El Cerro de los Halcones, también llamado cerro Gordo,  o informalmente, Cerro del Chumil por su abundante presencia de este insecto o  Cabeza de Mono, es un monte ubicado en Jantetelco, en el estado mexicano de Morelos.